# باتريك كارلسون
باتريك كارلسون (بالسويدية: Patrik Carlsson)‏ هو لاعب هوكي الجليد سويدي، ولد في 3 نوفمبر 1987 في Kungälv ‏ في السويد.

## وصلات خارجية
- باتريك كارلسون على موقع EliteProspects.com (الإنجليزية)
- باتريك كارلسون على موقع Eurohockey.com (الإنجليزية)
- باتريك كارلسون على موقع HockeyDB.com (الإنجليزية)